# Palais de la nonciature apostolique (Vienne)
Le palais de la nonciature apostolique (en allemand : Palais der Apostolischen Nuntiatur) à Vienne est situé dans le quartier de Wieden, sur la Theresianumgasse et abrite la nonciature apostolique en Autriche (en). 

## Histoire
Le bâtiment a été érigé par Pietro Palumbo au nom du pape Pie X en 1911-1913, alors que l'ancien Palais Am Hof était devenu délabré et devait être démoli.

## Description
Le palais est construit dans le style d'un bâtiment de la Renaissance romaine. La façade du bâtiment de trois étages avec une base rustique fait face à la Theresianumgasse. Les fenêtres du piano nobile alternent avec des pignons à segments et triangulaires. Les armoiries du pape Pie X et les armoiries impériales et royales autrichiennes sont attachées au-dessus du portail voûté et d'un balcon avec une balustrade. Au coin de la Viktorgasse, il y a une figure de la Vierge dans une niche au premier étage. Il y a une chapelle dans le bâtiment, elle contient un vitrail de 1887. Ce tableau provient de l'ancienne nonciature Am Hof.

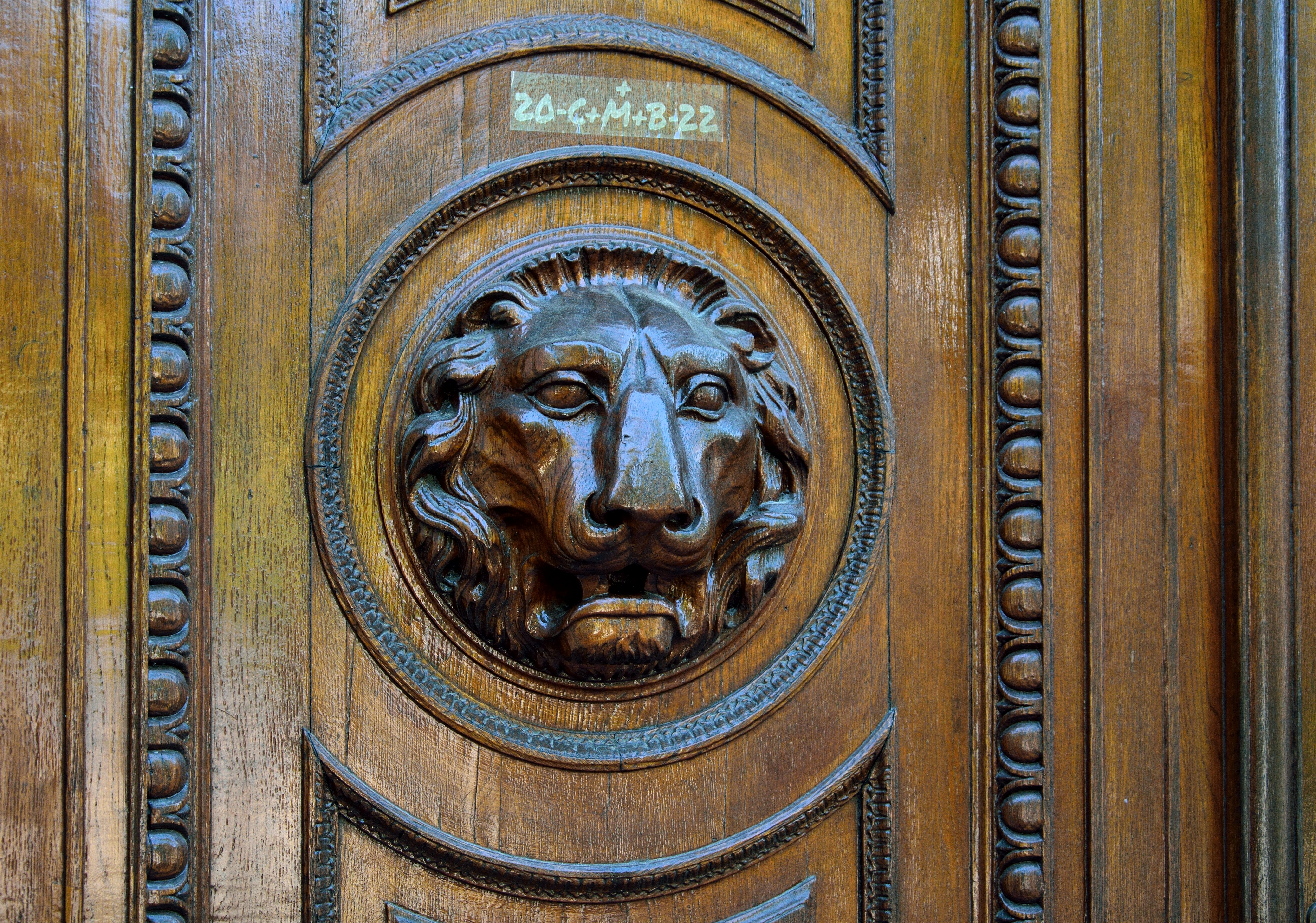
Détail de la porte d'entrée.
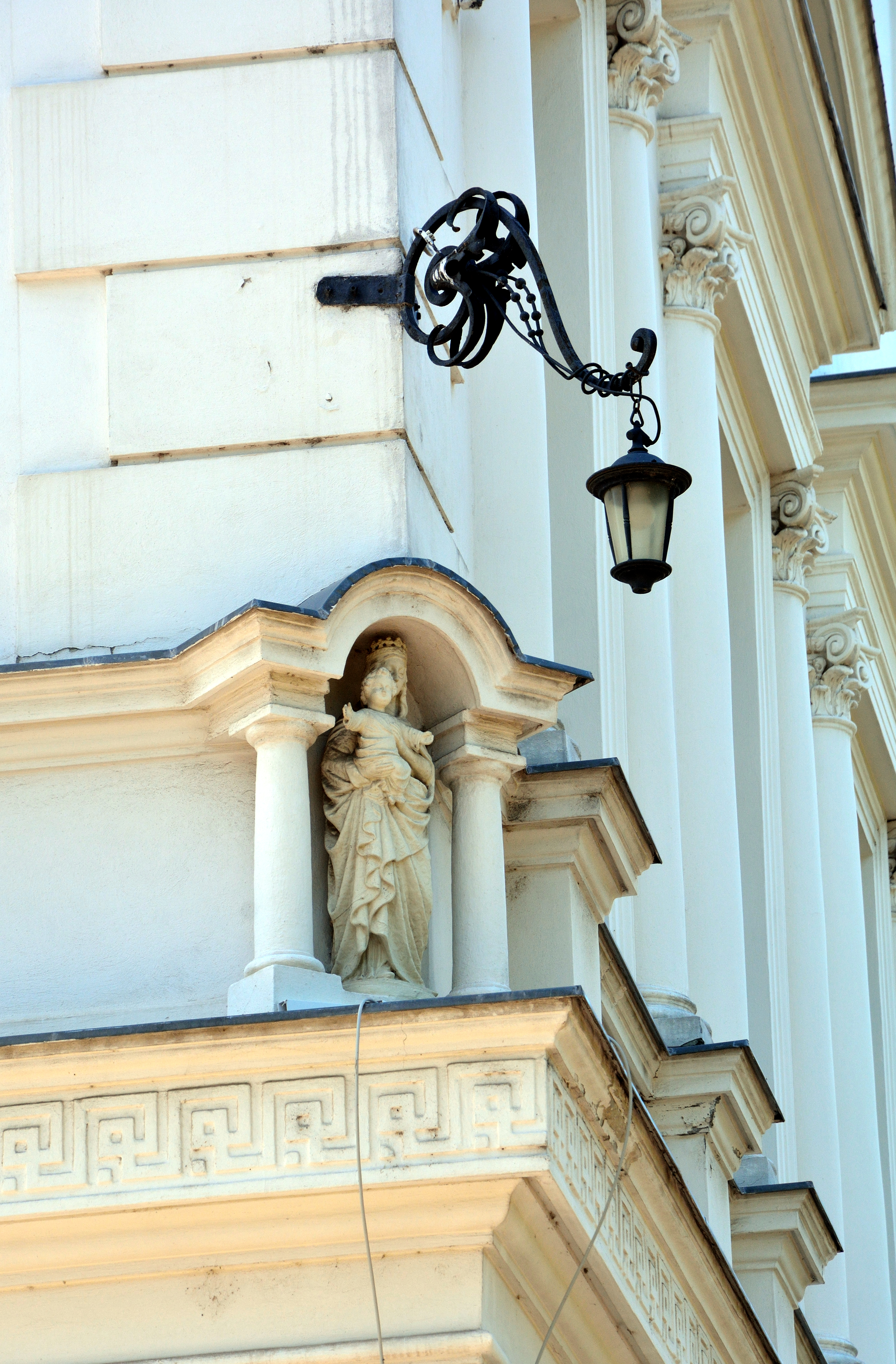
Angle du bâtiment.

## Littérature
- Dehio-Handbuch, les monuments d'art de l'Autriche. Inventaire topographique des monuments. Département: Vienne. Volume 2: Wolfgang Czerny: II à IX. et XX. District. Révision. Schroll, Vienne et al.1993,  (ISBN 3-7031-0680-8), p. 152.

## Liens web
- Présence sur le Web de la nonciature apostolique
- Planet Vienna - Palais de la nonciature apostolique

## Source de traduction
- (de) Cet article est partiellement ou en totalité issu de l’article de Wikipédia en allemand intitulé « Palais der Apostolischen Nuntiatur » (voir la liste des auteurs).